# Kaplica św. Zofii w Podegrodziu
Kaplica Świętej Zofii – zabytkowa kaplica wzniesiona w 1850 roku, z fundacji Tomasza Ciągło, znajdująca się w Podegrodziu. Powstała jako wotum dziękczynne za szczęśliwe przeżycie epidemii. Powyżej kaplicy znajduje się źródełko, które według okolicznych mieszkańców posiada lecznicze właściwości.

## Architektura
Wybudowana z kamienia i otynkowana. Dach dwuspadowy, kryty dachówką. Prostokątna, zamknięta półkoliście. Od frontu ponad wejściem znajduje się półkoliste przeźrocze, w którym umieszczono rzeźbę głowy Chrystusa. Powyżej dwustrefowy, falisty szczyt (kiedyś zakończony był dwoma kamiennymi, niezidentyfikowanymi posążkami). W szczycie prostokątna wnęka, w której znajduje się ludowa rzeźba Grupy Ukrzyżowania.

## Wnętrze
Wewnątrz w ołtarzyku barokowa rzeźba św. Zofii z córkami, z przełomu XVII i XVIII w. Na ścianach obrazy malowane na płótnie: Chrystusa Zmartwychwstałego, Jana Chrzciciela i św. Jana Ewangelisty (obydwa z 1863 roku), u góry Grupa Ukrzyżowania. 
W 1981 r. skradziono rzeźbę i obrazy olejne malowane na blasze cynkowej. Po czterech latach odzyskano je z Pomorza.